# Pasaporte mexicano
El pasaporte mexicano es un pasaporte expedido a los ciudadanos mexicanos a través de la Secretaría de Relaciones Exteriores y es el único documento expedido por la federación que es aplicable a toda la población, tanto niños como jóvenes y adultos.

## Tipos de pasaporte
- Pasaporte ordinario (verde) - Expedido para todos los ciudadanos que desean hacer viajes ordinarios, de negocios o de vacaciones.
- Pasaporte oficial (gris) - Expedido para los legisladores y directivos de áreas de las diferentes órdenes de gobierno representando a México en viajes oficiales.
- Pasaporte diplomático (negro) - Expedido para los diplomáticos del Servicio Exterior Mexicano y cargos de jerarquía mayor como el Presidente de la República así como a sus familiares.

## Aspecto físico
Los pasaportes mexicanos son de color verde oscuro, con el Escudo de México en el centro de la portada y el nombre oficial del país «Estados Unidos Mexicanos» alrededor del escudo. La palabra «Pasaporte» está inscrita debajo del escudo y «México» (como se conoce al país) arriba. El pasaporte mexicano contiene muchos elementos de seguridad, algunos de ellos visibles sólo bajo una luz negra.
La Secretaría de Relaciones Exteriores, comenzó a expedir un pasaporte electrónico a partir de 2021, que incluye un chip con datos biométricos y nuevas características para evitar falsificaciones. También se incorporó una lámina de policarbonato para trasladar la información del actual pasaporte legible por máquina al sistema electrónico.

### Página de información de identidad

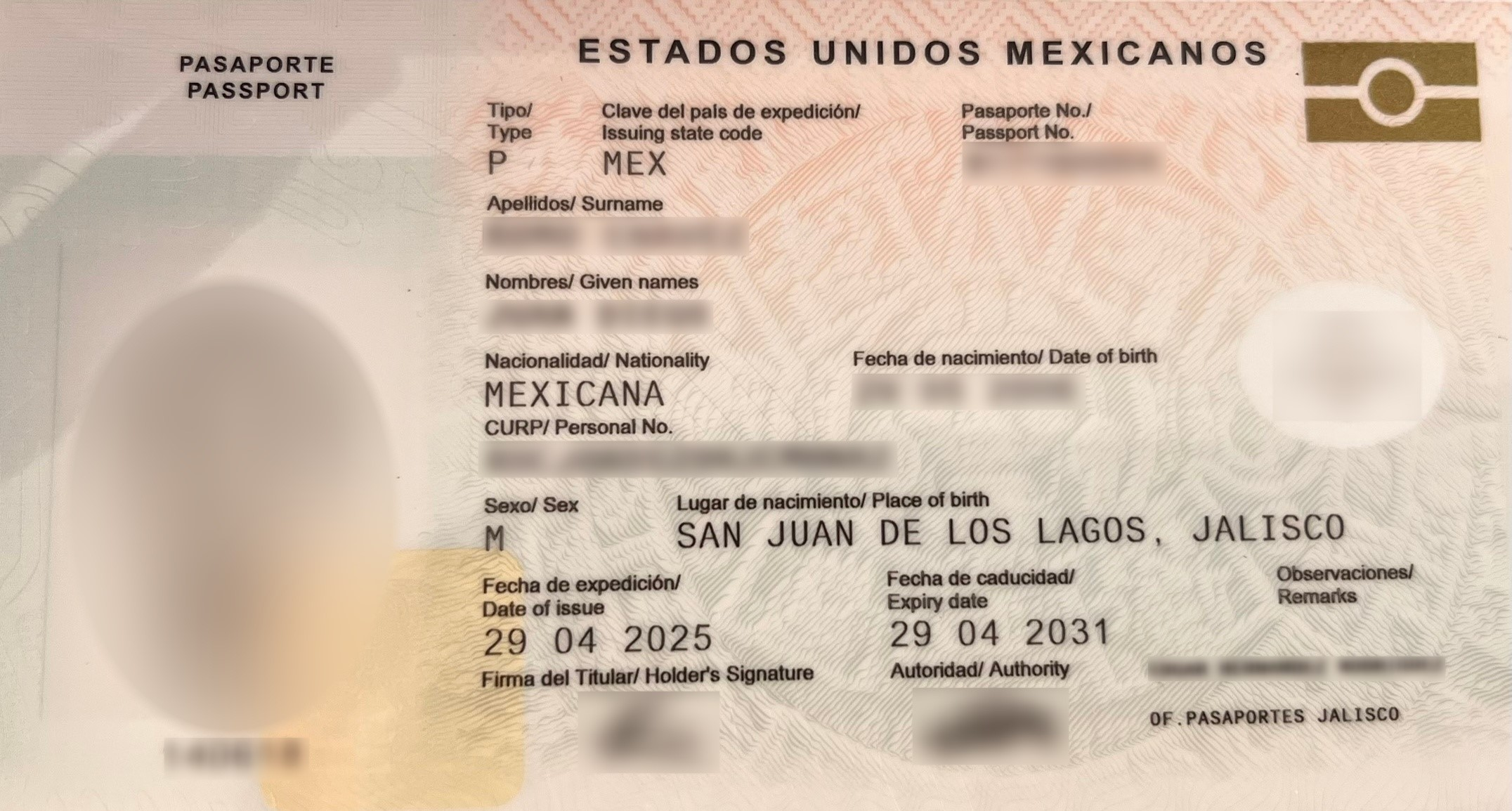
Página de datos biográficos de policarbonato del pasaporte biométrico mexicano

Los pasaportes mexicanos incluyen los siguientes datos:
- Fotografía del titular del pasaporte
- Tipo
- Código de país (MEX)
- Número de pasaporte
- Apellidos (Incluye el nombre de soltera del padre/madre)
- Nombres
- Nacionalidad
- Observaciones
- Fecha de nacimiento
- Clave Única de Registro de Población (CURP)
- Sexo
- Lugar de nacimiento
- Fecha de expedición
- Fecha de caducidad
- Firma del titular
- Autoridad
- Imagen del holograma en el centro-derecha y símbolos nacionales repartidos por la página biográfica.
- A partir del 2021, el pasaporte para los menores de edad ( hasta los 18 años) contiene la foto, nombre completo, nacionalidad, CURP y firma de quien ejerce la patria potestad del menor.

La página de información biográfica termina con la Zona de Lectura Mecánica. Además, cada página de la visa tiene un escudo diferente (32 en total, uno por cada uno de los 31 estados más el de la capital del país, la Ciudad de México).

### Idiomas
Las partes textuales de los pasaportes mexicanos solían estar impresas en español, francés e inglés. Sin embargo, con la creación del nuevo pasaporte electrónico emitido a partir del 5 de octubre del 2021, el francés ha sido retirado.[cita requerida]

### Mensaje del pasaporte
Los pasaportes contienen una nota del estado emisor que se dirige a las autoridades de todos los demás estados, identificando al portador como ciudadano de ese estado y solicitando que se le permita el paso y se le trate de acuerdo a las normas internacionales. La nota dentro de los pasaportes mexicanos dice:
En español,
La Secretaría de Relaciones Exteriores de los Estados Unidos Mexicanos solicita a las autoridades competentes que permitan al titular de este pasaporte de nacionalidad mexicana su libre paso sin retraso u obstáculo alguno y, dado el caso, le otorguen toda la asistencia y protección posibles.
y en inglés,
The Ministry of Foreign Affairs of the United Mexican States hereby requests all competent authorities to permit the holder of this passport, a Mexican national, free transit without delay or hindrance and in case of need to give him all lawful aid and protection.

## Vigencia
En territorio mexicano, el pago de derechos se realiza en línea o por medio del banco afiliado a la Secretaría de Relaciones Exteriores. Para ciudadanos mexicanos viviendo en el extranjero, el pago se realiza en la embajada o consulado en que se solicita el pasaporte. Hay un descuento del 50% para personas mayores de 60 años de edad, con discapacidad, y a trabajadores agrícolas (a excepción del pasaporte de con 10 años de duración); para recibir dicho descuento, al momento de realizar el pago se debe presentar prueba o constancia.
El pasaporte mexicano actualmente se expide con cuatro distintas vigencias, las cuales son:
- Pasaporte mexicano con 1 año de duración: $850.00.                                                                                                                                Únicamente expedido a menores de tres años de edad y en casos de emergencia justificada a adultos que no cumplan con los requisitos de expedición de un pasaporte ordinario, así como a los mexicanos viviendo en el extranjero que necesiten protección consular.

- Pasaporte mexicano con 3 años de duración: $1,730.00.                                                                                                                                Cualquier persona mexicana mayor de tres años de edad.

- Pasaporte mexicano con 6 años de duración: $2,350.00.                                                                                                                                Cualquier persona mexicana mayor de tres años de edad.

- Pasaporte mexicano con 10 años de duración: $4,120.00.                                                                                                                                Únicamente mexicanos mayores de 18 años de edad.

## Especificaciones

### Biometría
Desde 2010 todos los pasaportes mexicanos contienen datos biométricos. Todos los solicitantes deben tener su fotografía tomada, las diez huellas dactilares escaneadas, y el iris escaneado.
A partir de octubre de 2021, la Secretaría de Relaciones Exteriores ha comenzado a emitir pasaportes electrónicos que contienen:
- Un chip RFID con datos biométricos.
- Una hoja de policarbonato para transferir el actual pasaporte de lectura mecánica al sistema electrónico.
- Tintas ultravioletas que cumplen con los nuevos estándares internacionales y perforaciones con rayo láser.

### Idiomas
Históricamente, el francés ha sido el idioma de la diplomacia, es por eso que en 1920, durante una conferencia de la hoy extinta Sociedad de las Naciones, se decidió que todo pasaporte debería ser escrito en francés más un segundo idioma como mínimo.
El español, siendo el idioma nacional más hablado en el país y el idioma oficial del gobierno, es incluido.
Todo texto escrito en el pasaporte se encuentra en español e inglés. Con la creación del pasaporte electrónico se tomó la decisión de retirar el francés completamente del pasaporte.

## Datos adicionales
En mayo de 2023, se expidió el primer pasaporte "No binario", que coloca una "X" en la casilla que corresponde al género.

## Requisitos de visa
De acuerdo al Índice de restricciones de Visa, Henley Enero 2024 elaborado por Henley & Partners, los poseedores de un pasaporte mexicano pueden visitar 160 (de 194 como el máximo) países y territorios sin necesidad de visa o con visa a la llegada, haciéndolo el 23a pasaporte con mayores ventajas en el mundo.

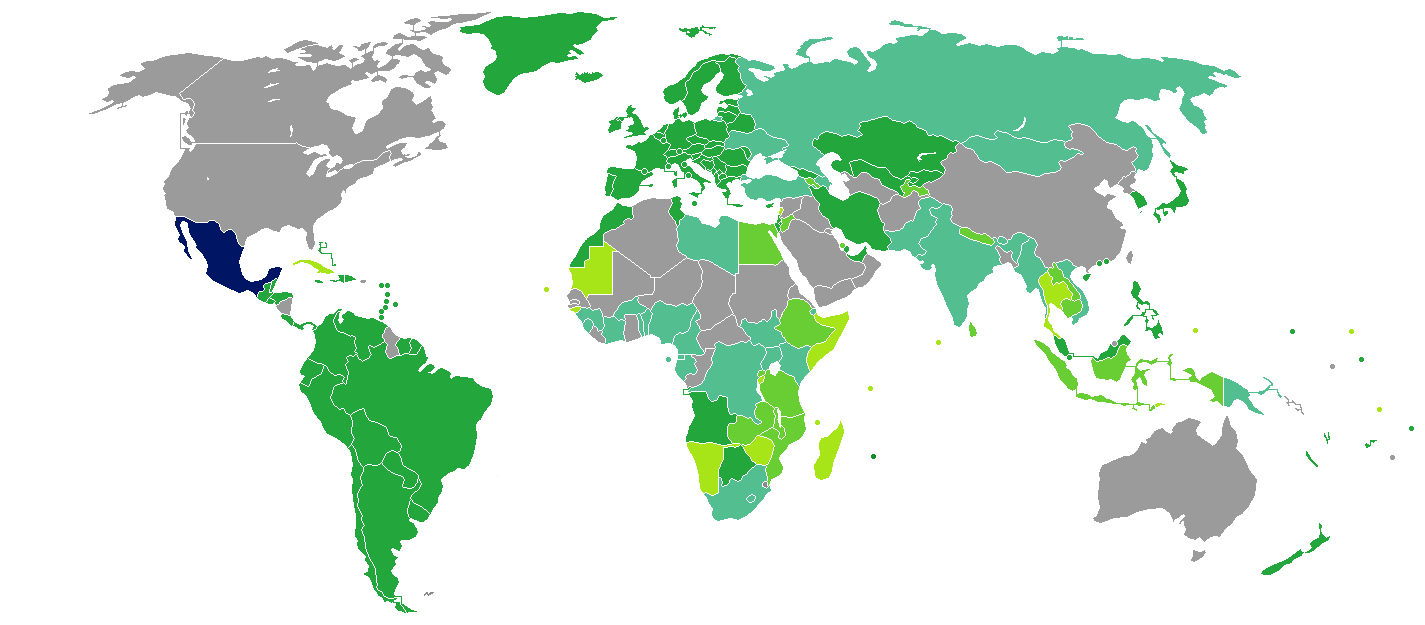
México
Sin necesidad de visa
Visa a la llegada
Visa electrónica
Visa a la llegada o visa electrónica
Visa requerida

### África
| Países y territorios  | Condiciones de acceso                                                             |
| --------------------- | --------------------------------------------------------------------------------- |
| Angola                | 30 días                                                                           |
| Benín                 | Visa expedida electrónicamente o a la llegada                                     |
| Botsuana              | 90 días                                                                           |
| Burundi               | Visa expedida a la llegada por 30 días                                            |
| Cabo Verde            | Visa expedida a la llegada                                                        |
| Comoras               | Visa expedida a la llegada por 45 días                                            |
| Costa de Marfil       | Visa expedida electrónicamente                                                    |
| Egipto                | Visa válida por 30 días expedida a la llegada                                     |
| Etiopía               | Visa expedida electrónicamente y/o Visa expedida a la llegada por 3 meses         |
| Gabón                 | Visa expedida electrónicamente y/o Visa expedida a la llegada                     |
| Gambia                | Se debe obtener un permiso de entrada de la inmigración de Gambia antes de viajar |
| Guinea-Bisáu          | Visa expedida electrónicamente y/o Visa expedida a la llegada                     |
| Kenia                 | Visa expedida electrónicamente por USD $51                                        |
| Lesoto                | Visa expedida electrónicamente                                                    |
| Madagascar            | Visa válida por 90 días expedida a la llegada por USD $28                         |
| Malaui                | Visa válida por 30 días expedida a la llegada                                     |
| Marruecos             | 3 meses                                                                           |
| Mauritania            | Visa válida por 30 días expedida a la llegada                                     |
| Mayotte               | 90 días                                                                           |
| Mozambique            | Visa válida por 30 días expedida a la llegada                                     |
| Nigeria               | Visa expedida electrónicamente por 90 días                                        |
| Reunión               | 90 días                                                                           |
| Ruanda                | Visa expedida electrónicamente y/o Visa expedida a la llegada                     |
| Santo Tomé y Príncipe | Visa expedida electrónicamente                                                    |
| Seychelles            | Visa expedida a la llegada                                                        |
| Somalia               | Visa válida por 30 días expedida a la llegada                                     |
| Sudáfrica             | Visa requerida                                                                    |
| Tanzania              | Visa expedida electrónicamente y/o Visa expedida a la llegada                     |
| Togo                  | Visa válida por 7 días expedida a la llegada                                      |
| Túnez                 | 90 días                                                                           |
| Uganda                | Visa expedida electrónicamente y/o Visa expedida a la llegada por USD $50         |
| Yibuti                | Visa expedida electrónicamente y válida por 31 días                               |
| Zambia                | Visa expedida electrónicamente y/o Visa expedida a la llegada                     |
| Zimbabue              | Visa expedida electrónicamente y/o Visa expedida a la llegada                     |

### América
| Países y territorios         | Condiciones de acceso |
| ---------------------------- | --- |
| Anguila                      | 3 meses |
| Antigua y Barbuda            | 1 mes |
| Argentina                    | 90 días |
| Aruba                        | 90 días |
| Bahamas                      | 3 meses |
| Barbados                     | 6 meses |
| Belice                       | 1 mes |
| Bermudas                     | 6 meses |
| Bolivia                      | 180 días |
| Brasil                       | 90 días |
| Canadá                       | No Ciudadanos mexicanos que hayan tenido una visa canadiense en los últimos 10 años o que actualmente tengan una visa estadounidense de no-inmigrante válida; pueden solicitar una eTA al llegar solo por vía aérea (se requiere visa si ingresa a Canadá por tierra y/o por barco desde los Estados Unidos). |
| Chile                        | 90 días |
| Colombia                     | 180 días |
| Curazao                      | 90 días |
| Costa Rica                   | 90 días |
| Cuba                         | 90 días |
| Dominica                     | 21 días |
| Ecuador                      | 90 días |
| El Salvador                  | 90 días + USD $10 a la llegada |
| Granada                      | 90 días |
| Groenlandia                  | 90 días |
| Guadalupe                    | 90 días |
| Guatemala                    | 90 días |
| Guyana                       | |
| Guayana Francesa             | 90 días |
| Haití                        | 3 meses |
| Honduras                     | 3 meses |
| Islas Caimán                 | 6 meses |
| Islas Turcas y Caicos        | 90 días |
| Islas Vírgenes Británicas    | 6 meses |
| Jamaica                      | 6 meses |
| Martinica                    | 3 meses |
| Montserrat                   | 3 meses |
| Nicaragua                    | 90 días |
| Panamá                       | 180 días |
| Paraguay                     | 90 días |
| Perú                         | 180 días |
| República Dominicana         | 60 días |
| San Cristóbal y Nieves       | 3 meses |
| Santa Lucía                  | 6 semanas |
| San Pedro y Miquelón         | 90 días |
| Surinam                      | Visa válida por 2 meses expedida a la llegada con tarjeta de turista por USD $45 |
| San Martín                   | 90 días |
| San Vicente y las Granadinas | 1 mes |
| Trinidad y Tobago            | 90 días |
| Uruguay                      | 90 días |
| Venezuela                    | 90 días |

### Asia
| Países y territorios | Condiciones de acceso |
| -------------------- | --- |
| Armenia              | Visa válida por 120 días expedida a la llegada y/o electrónicamente por AMD 15.000 |
| Azerbaiyán           | (eVisa) 30 días |
| Bangladés            | Visa válida por 30 días expedida a la llegada por viajeros de negocios con una carta de invitación |
| Baréin               | Visa válida por 14 días expedida a la llegada y/o electrónicamente (eVisa) por USD $77 |
| Birmania             | Visa válida por 28 días expedida electrónicamente (eVisa) |
| Camboya              | Visa válida por 30 días expedida a la llegada y/o electrónicamente por USD $37 |
| Catar                | 30 días |
| Corea del Sur        | 90 días |
| EAU                  | 180 días |
| Filipinas            | 30 días |
| Georgia              | 1 año |
| Hong Kong            | 90 días |
| India                | Visa expedida electrónicamente (ETA) por 30 días |
| Indonesia            | Visa válida por 30 días expedida a la llegada Rp500,000 (~USD $33 dólares) |
| Irán                 | 15 días · |
| Israel               | 3 meses |
| Japón                | 6 meses |
| Jordania             | Visa válida por 1 mes expedida a la llegada |
| Kazajistán           | 60 días |
| Kirguistán           | 60 días |
| Laos                 | Visa válida por 30 días expedida a la llegada |
| Líbano               | 1 mes |
| Macao                | 30 días |
| Malasia              | 1 mes |
| Maldivas             | 30 días |
| Nepal                | Visa válida por 90 días expedida a la llegada |
| Omán                 | No Excepción, ciudadanos mexicanos quienes son residentes o tengan una visa de entrada válido para uno de los siguientes países (Estados Unidos, Canadá, Australia, Reino Unido, países del Acuerdo de Schengen, y Japón), o ser residentes de uno de los países del CCEAG y su profesión se encuentran entre las profesiones que se benefician de la visa de residente; pueden entrar sin visa por un periodo de 14 días. |
| Singapur             | 30 días |
| Sri Lanka            | 30 días visa electrónico (Electronic Travel Authority) y/o a la llegada por USD $35 |
| Tailandia            | Visa válida por 15 días expedida a la llegada si se viaja con fines turísticos. Si el viaje a Tailandia es por otros propósitos o se planea una estadía de más de 15 días, se necesita visa expedida por la Embajada. |
| Tayikistán           | 30 días |
| Timor Oriental       | Visa válida por 30 días expedida a la llegada |
| Turquía              | Visa gratuita expedida electrónicamente (eVisa), una sola entrada. Para volver a ingresar se repite el proceso o también es posible tener visa de llegada con entradas múltiples pagando $30 en el aeropuerto. |
| Uzbekistán           | 30 días |
| Vietnam              | Visa expedida electrónicamente por 90 días |

### Europa
| Países y territorios | Condiciones de acceso |
| -------------------- | --- |
| Espacio Schengen     | 90 días |
| Albania              | 90 días |
| Alemania             | 90 días |
| Andorra              | 90 días |
| Austria              | 90 días |
| Bélgica              | 90 días |
| Bielorrusia          | 90 días Permitido ingresar a Bielorrusia sin visa a través del Aeropuerto Internacional de Minsk, excepto en los vuelos que salen desde y hacia los aeropuertos rusos. La duración permitida de la estancia es de hasta 30 días, con registro obligatorio para estancias de más de 5 días. Los visitantes también deben salir del Aeropuerto Internacional de Minsk. |
| Bosnia y Herzegovina | 90 días |
| Bulgaria             | 90 días |
| Chipre               | 90 días |
| Croacia              | 90 días |
| Dinamarca            | 90 días |
| Eslovaquia           | 90 días |
| Eslovenia            | 90 días |
| España               | 90 días |
| Estonia              | 90 días |
| Finlandia            | 90 días |
| Francia              | 90 días |
| Gibraltar            | 90 días |
| Grecia               | 90 días |
| Guernsey             | 6 meses |
| Hungría              | 90 días |
| Irlanda              | 3 meses |
| Islas Feroe          | 90 días |
| Isla de Man          | 6 meses |
| Islandia             | 90 días |
| Italia               | 90 días |
| Jersey               | 6 meses |
| Kosovo               | 90 días |
| Letonia              | 90 días |
| Liechtenstein        | 90 días |
| Lituania             | 90 días |
| Luxemburgo           | 90 días |
| Macedonia del Norte  | 90 días |
| Malta                | 90 días |
| Moldavia             | 90 días |
| Mónaco               | 90 días |
| Montenegro           | 90 días |
| Noruega              | 90 días |
| Países Bajos         | 90 días |
| Polonia              | 90 días |
| Portugal             | 90 días |
| Reino Unido          | 6 meses |
| República Checa      | 90 días |
| Rumania              | 90 días |
| Rusia                | Visa expedida electrónicamente y válida por 16 días. |
| San Marino           | 90 días |
| Serbia               | 90 días |
| Suecia               | 90 días |
| Suiza                | 90 días |
| Ucrania              | Visa expedida electrónicamente y válida por 30 días |

### Oceanía
| Países y territorios | Condiciones de acceso                                      |
| -------------------- | ---------------------------------------------------------- |
| Australia            | Visa expedida electrónicamente (eVisa)                     |
| Fiyi                 | 6 meses                                                    |
| Islas Cook           | 31 días                                                    |
| Islas Marshall       | Visa válida por 90 días expedida a la llegada              |
| Micronesia           | 30 días                                                    |
| Niue                 | 30 días                                                    |
| Nueva Caledonia      | 90 días                                                    |
| Nueva Zelanda        | 3 meses                                                    |
| Palaos               | Visa válida por 90 días expedida a la llegada por USD $100 |
| Papúa Nueva Guinea   | Visa expedida electrónicamente por 30 días                 |
| Polinesia Francesa   | 90 días                                                    |
| Samoa                | 60 días                                                    |
| Tuvalu               | 1 mes                                                      |
| Vanuatu              | 30 días                                                    |
| Wallis y Futuna      | 90 días                                                    |

## Galería histórica

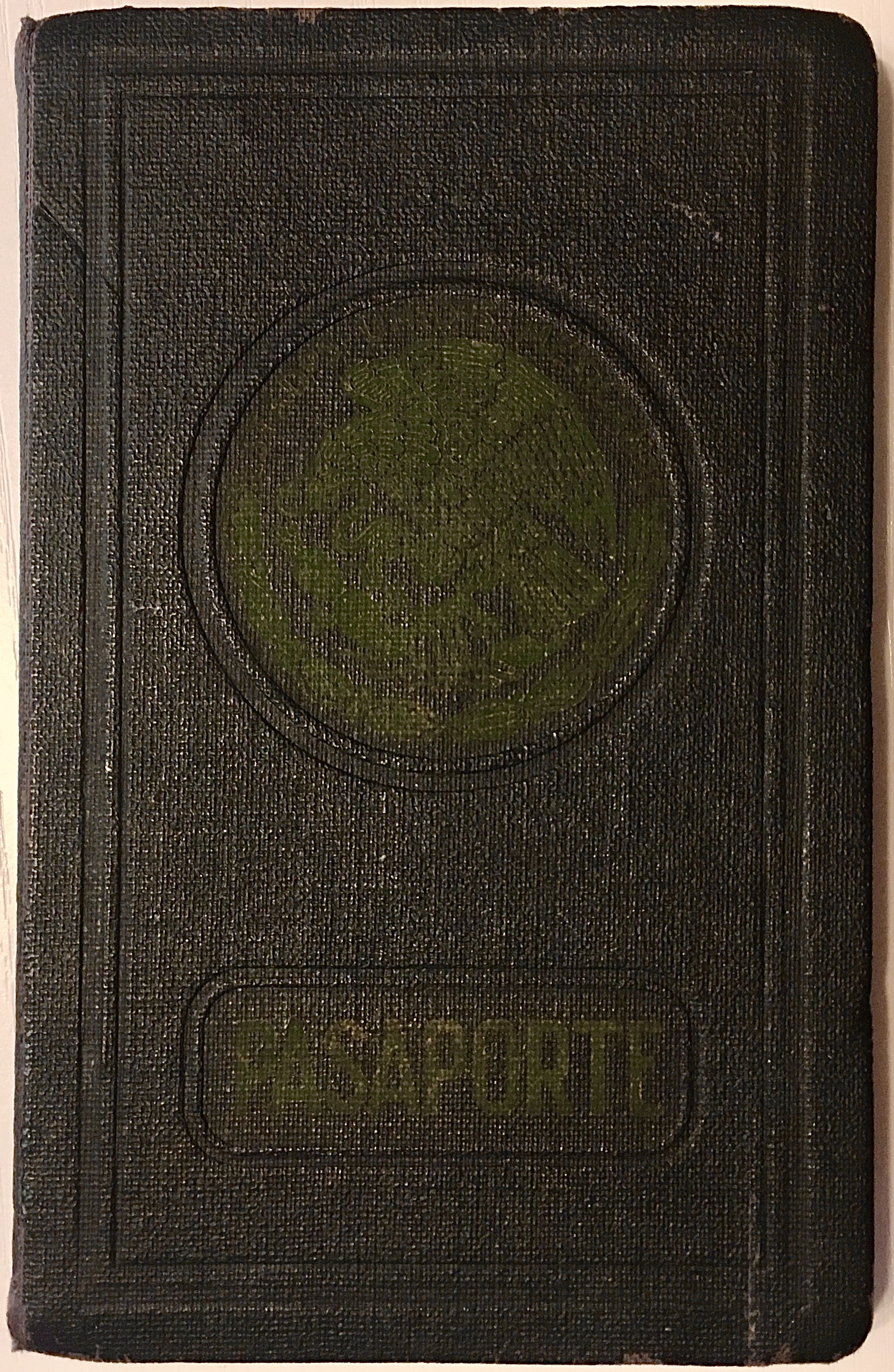
Pasaporte mexicano emitido en 1952
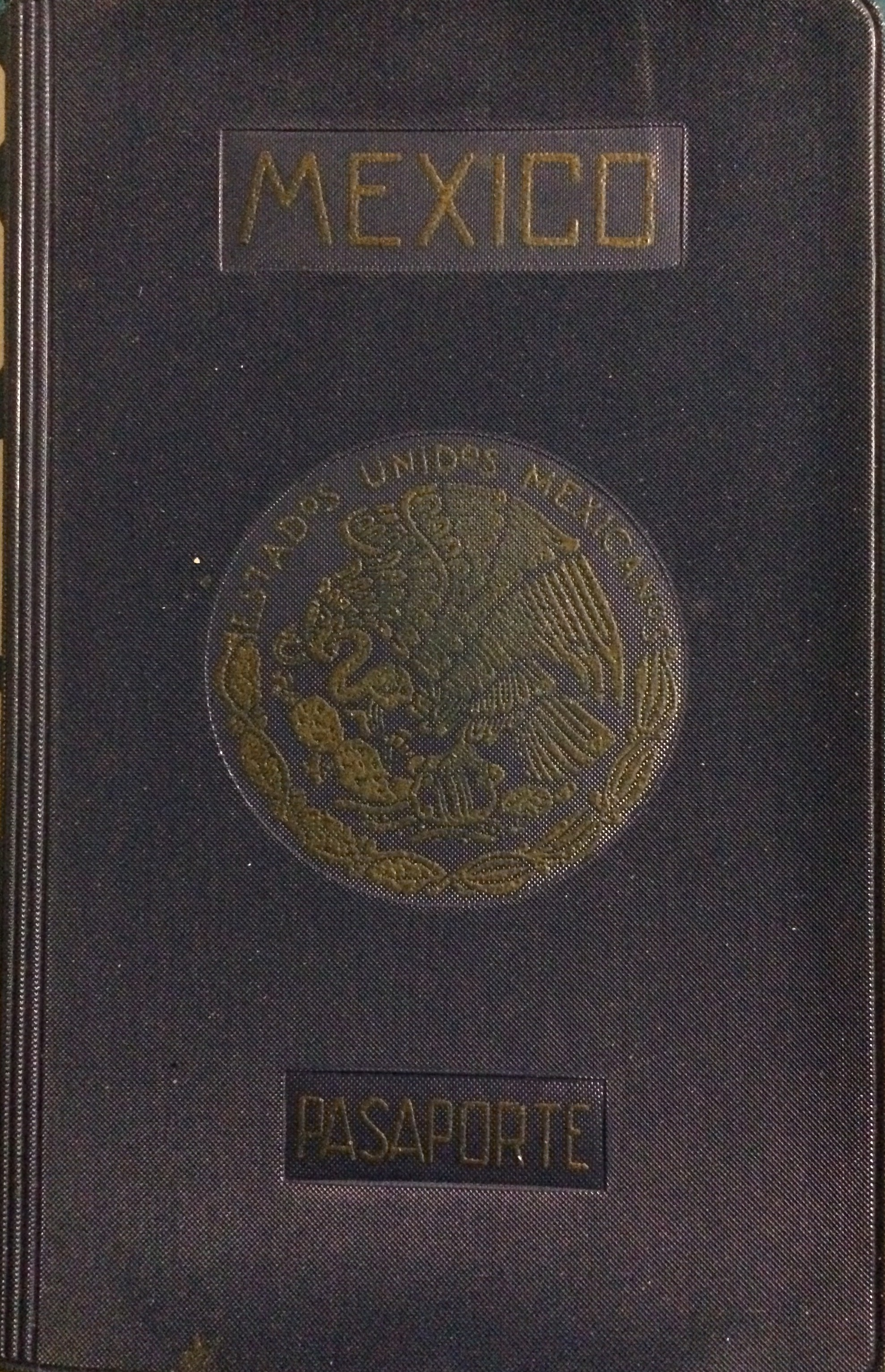
Pasaporte mexicano emitido en 1962
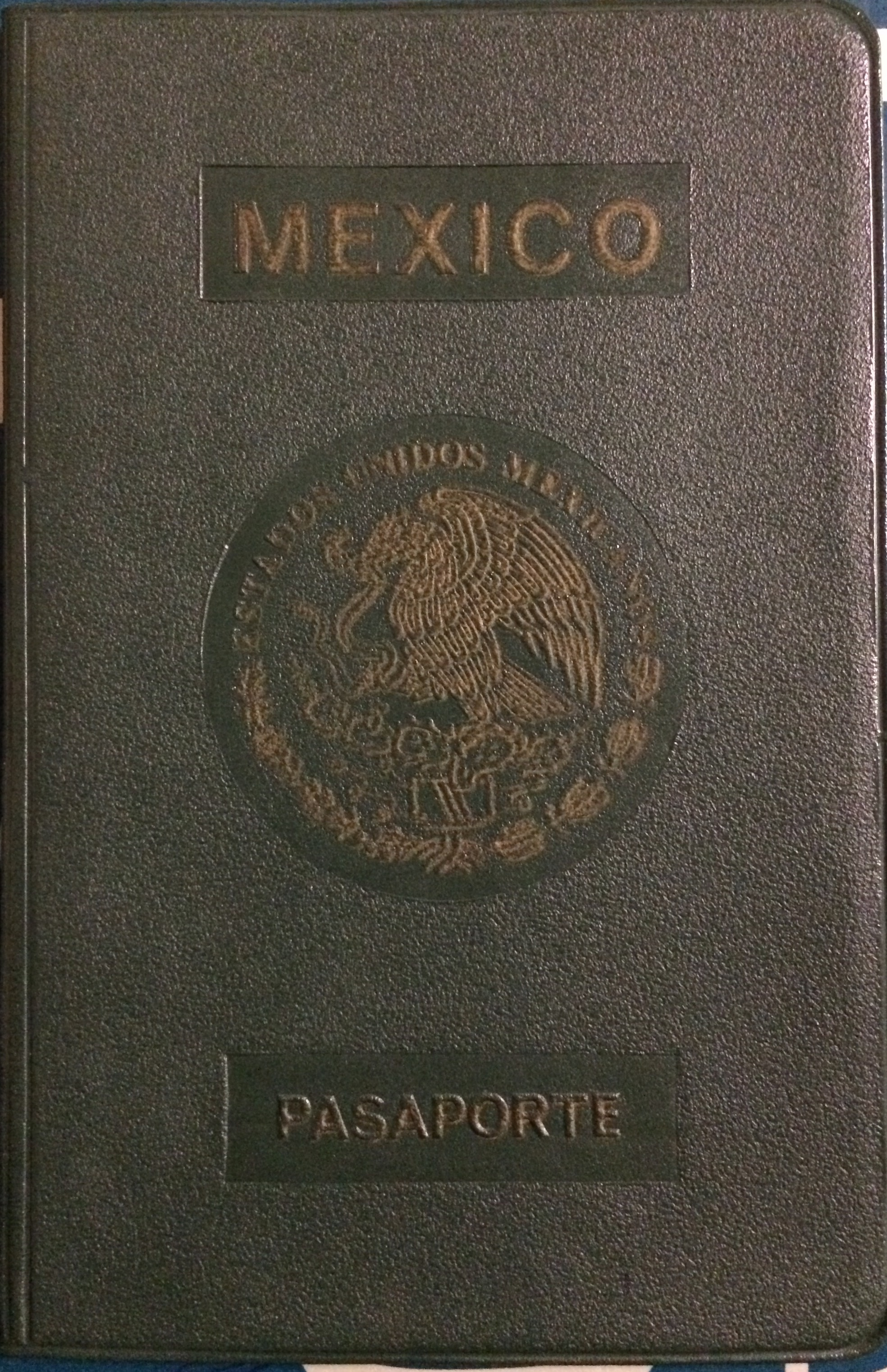
Pasaporte mexicano emitido en 1981
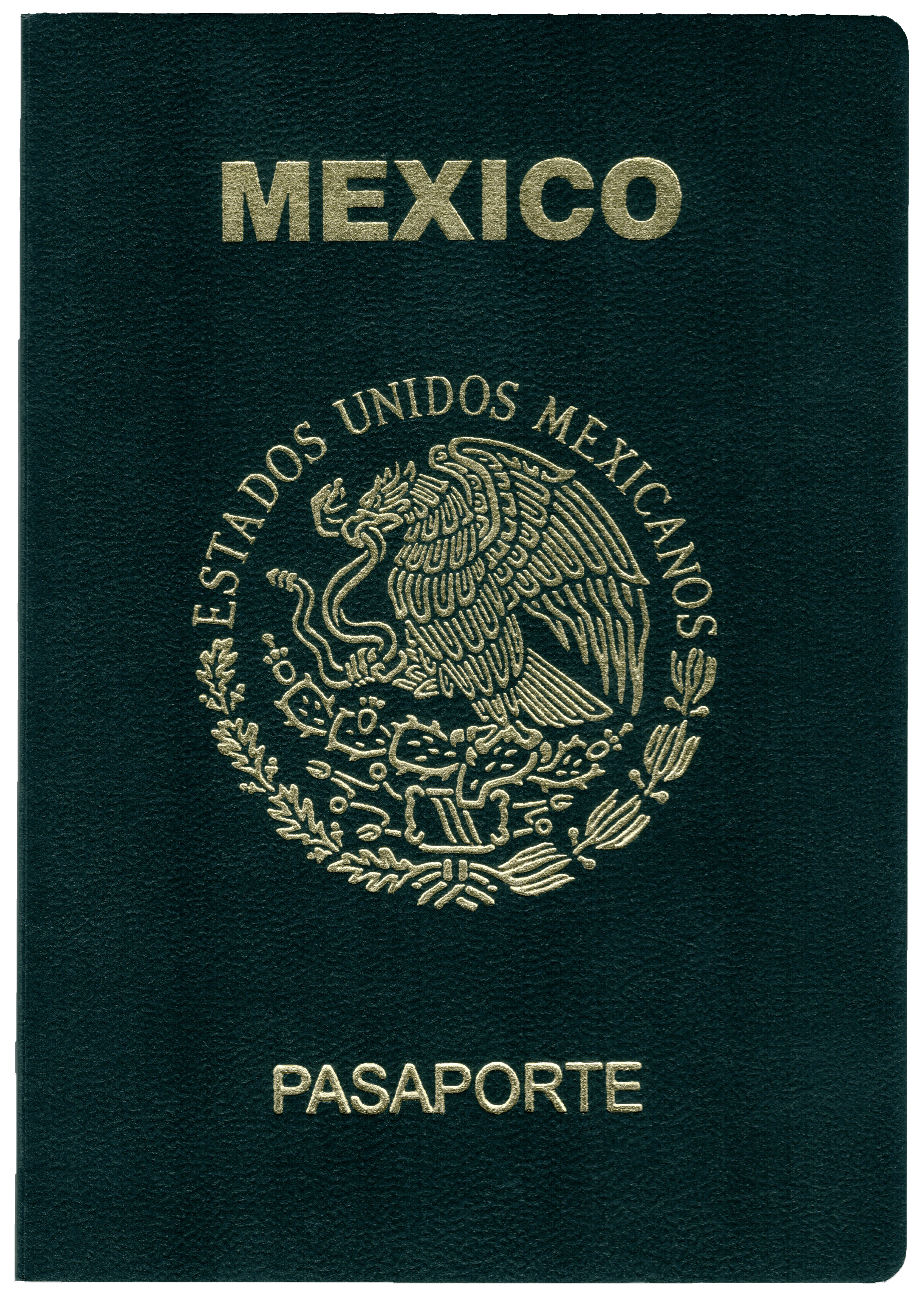
Pasaporte mexicano emitido en 2001
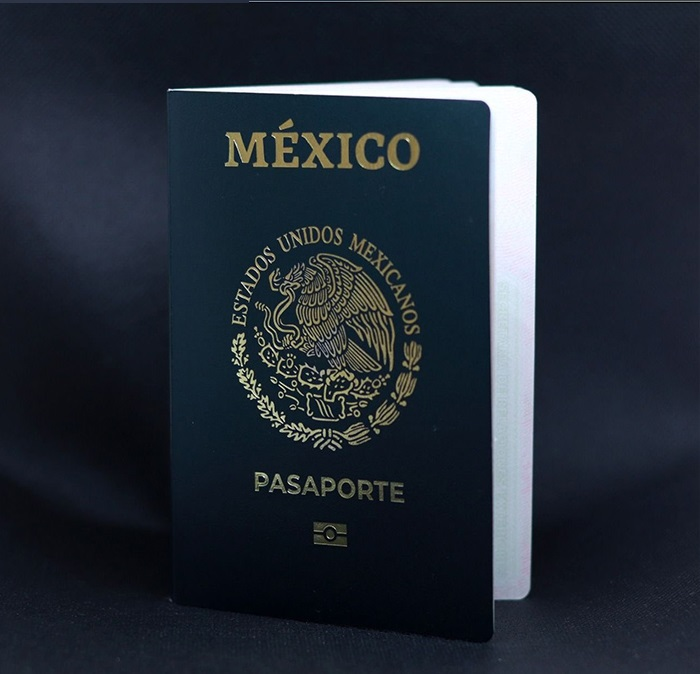
Pasaporte mexicano emitido en 2021